# Tim Veldt
Tim Veldt (* 14. Februar 1984 in Amstelveen) ist ein ehemaliger niederländischer Bahnradsportler.

## Sportliche Laufbahn
Tim Veldt war Spezialist für die Kurzzeitdisziplinen auf der Bahn. Bei den UCI-Bahn-Weltmeisterschaften 2005 in Los Angeles errang er die Silbermedaille im Teamsprint, gemeinsam mit Teun Mulder und Theo Bos. 2008 startete das Trio bei den Olympischen Spielen in Peking und belegte Platz fünf. Bei der Bahn-WM 2009 in Pruszków wurde Veldt Dritter im Omnium.
2006 wurde Veldt zweifacher Europameister im 1000-Meter-Zeitfahren wie im Omnium. Zudem belegte er zweimal erste Plätze bei Weltcup-Rennen im Teamsprint, 2006 in Sydney sowie 2007 in Peking, jeweils mit Mulder und Bos. 2005 wurde er niederländischer Meister im Keirin und sowohl 2005 wie 2006 im 1000-Meter-Zeitfahren. In beiden Disziplinen sowie im Sprint errang er zudem mehrfach Podiumsplätze bei nationalen Wettbewerben. 2016 wurde Veldt für die Teilnahme an den Olympischen Spielen in Rio de Janeiro nominiert, wo er im Omnium Rang neun belegte.
Im November 2016 erklärte Tim Veldt seinen Rücktritt vom aktiven Radsport, nachdem er an 13 Bahnweltmeisterschaften und drei Olympischen Spielen teilgenommen hatte. Er plante ein Studium im Sportmanagement am Johan Cruyff Institute.

## Verschiedenes
Tim Veldt absolvierte ein Studium im Sportmanagement am Johan Cruyff Institute. Seit 2018 ist er in der sportlichen Leitung des niederländischen Teams Beat Cyling tätig sowie als Trainer des Ausdauernationalteams.
Tim Veldt ist der Sohn des Rennfahrers Lau Veldt, WM-Dritter im Tandemrennen von 1978 und zehnfacher niederländischer Meister auf der Bahn.

## Erfolge
2005
- Weltmeisterschaft – Teamsprint (mit Theo Bos und Teun Mulder)
- Niederländischer Meister – Keirin
- Niederländischer Meister – 1000-m-Zeitfahren

2006
- Europameister – 1000-m-Zeitfahren
- Europameister – Omnium
- Weltcup Sydney – Teamsprint (mit Theo Bos und Teun Mulder)
- Niederländischer Meister – 1000-m-Zeitfahren

2007
- Weltcup Peking – Teamsprint (mit Theo Bos und Teun Mulder)

2008
- Weltmeisterschaft – Teamsprint (mit Theo Bos und Teun Mulder)

2009
- Weltmeisterschaft – Omnium

2010
- Europameisterschaft – Mannschaftsverfolgung (mit Levi Heimans, Sipke Zijlstra und Arno van der Zwet)
- Europameisterschaft – Omnium
- Niederländischer Meister – Einerverfolgung

2011
- Niederländischer Meister – Scratch

2012
- Niederländischer Meister – Scratch

2013
- Europameisterschaft – Mannschaftsverfolgung (mit Dion Beukeboom, Roy Eefting und Jenning Huizenga)

2014
- Weltmeisterschaft – Omnium